# Världsmästerskapet i volleyboll för damer 1998
Världsmästerskapet i volleyboll för damer 1998 utspelade sig mellan 3 och 12 november 1998 i Fukuoka, Kagoshima, Matsumoto, Nagoya, Osaka, Tokuyama och Tokyo, Japan. I turneringen deltog 16 landslag. Kuba vann finalen över Kina och blev världsmästare för tredje gången, varav andra i rad.

## Deltagande lag
| - Brasilien - Bulgarien - Kina - Sydkorea - Kroatien - Kuba - Tyskland - Japan | - Italien - Kenya - Nederländerna - Peru - Dominikanska republiken - Ryssland - USA - Thailand |

## Grupper
| Grupp A                              | Grupp B                          | Grupp C                                                   | Grupp D                               |
| ------------------------------------ | -------------------------------- | --------------------------------------------------------- | ------------------------------------- |
| Japan · Kenya · Nederländerna · Peru | Bulgarien · Kuba · Italien · USA | Brasilien · Tyskland · Dominikanska republiken · Ryssland | Kina · Sydkorea · Kroatien · Thailand |

## Första fasen

### Grupp A -Tokyo

#### Resultat
| Datum    | Mellan                | Resultat | Set  | Set   | Set   | Set   | Set   | Poäng totalt | Speltid | Åskådare |
| Datum    | Mellan                | Resultat | 1    | 2     | 3     | 4     | 5     | Poäng totalt | Speltid | Åskådare |
| -------- | --------------------- | -------- | ---- | ----- | ----- | ----- | ----- | ------------ | ------- | -------- |
| 03-11-98 | Nederländerna - Kenya | 3 - 0    | 15:7 | 15:1  | 15:6  |       |       | 45 - 14      | -       | -        |
| 03-11-98 | Japan - Peru          | 3 - 0    | 15:8 | 15:6  | 15:3  |       |       | 45 - 17      | -       | -        |
| 04-11-98 | Nederländerna - Peru  | 3 - 0    | 15:3 | 15:6  | 16:14 |       |       | 46 - 23      | -       | -        |
| 04-11-98 | Japan - Kenya         | 3 - 0    | 15:5 | 15:4  | 15:2  |       |       | 45 - 11      | -       | -        |
| 05-11-98 | Peru - Kenya          | 3 - 2    | 15:9 | 13:15 | 6:15  | 15:10 | 15:13 | 64 - 62      | -       | -        |
| 06-11-98 | Japan - Nederländerna | 3 - 0    | 15:9 | 15:12 | 15:6  |       |       | 45 - 27      | -       | -        |

#### Sluttabell
| Pos | Land          | Poäng | Matcher | Matcher | Matcher   | Set   | Set       | Kvot  | Poäng | Poäng     | Kvot  |
| Pos | Land          | Poäng | Spelade | Vunna   | Förlorade | Vunna | Förlorade | Kvot  | Vunna | Förlorade | Kvot  |
| --- | ------------- | ----- | ------- | ------- | --------- | ----- | --------- | ----- | ----- | --------- | ----- |
| 1   | Japan         | 6     | 3       | 3       | 0         | 9     | 0         | MAX   | 135   | 55        | 2.454 |
| 2   | Nederländerna | 5     | 3       | 2       | 1         | 6     | 3         | 2.000 | 118   | 82        | 1.439 |
| 3   | Peru          | 4     | 3       | 1       | 2         | 3     | 8         | 0.375 | 104   | 153       | 0.679 |
| 4   | Kenya         | 3     | 3       | 0       | 3         | 2     | 9         | 0.222 | 87    | 154       | 0.564 |

### Grupp B -Tokuyama

#### Resultat
| Datum    | Mellan              | Resultat | Set   | Set   | Set   | Set  | Set | Poäng totalt | Speltid | Åskådare |
| Datum    | Mellan              | Resultat | 1     | 2     | 3     | 4    | 5   | Poäng totalt | Speltid | Åskådare |
| -------- | ------------------- | -------- | ----- | ----- | ----- | ---- | --- | ------------ | ------- | -------- |
| 03-11-98 | Italien - Bulgarien | 3 - 0    | 15:12 | 15:10 | 15:6  |      |     | 45 - 28      | -       | -        |
| 03-11-98 | Kuba - USA          | 3 - 0    | 15:7  | 15:8  | 15:10 |      |     | 45 - 25      | -       | -        |
| 04-11-98 | Italien - USA       | 3 - 0    | 15:7  | 15:4  | 15:3  |      |     | 45 - 14      | -       | -        |
| 04-11-98 | Kuba - Bulgarien    | 3 - 1    | 13:15 | 15:6  | 15:8  | 15:8 |     | 58 - 37      | -       | -        |
| 05-11-98 | USA - Bulgarien     | 0 - 3    | 3:15  | 7:15  | 13:15 |      |     | 23 - 45      | -       | -        |
| 06-11-98 | Kuba - Italien      | 3 - 0    | 15:7  | 15:9  | 15:11 |      |     | 45 - 27      | -       | -        |

#### Sluttabell
| Pos | Land      | Poäng | Matcher | Matcher | Matcher   | Set   | Set       | Kvot  | Poäng | Poäng     | Kvot  |
| Pos | Land      | Poäng | Spelade | Vunna   | Förlorade | Vunna | Förlorade | Kvot  | Vunna | Förlorade | Kvot  |
| --- | --------- | ----- | ------- | ------- | --------- | ----- | --------- | ----- | ----- | --------- | ----- |
| 1   | Kuba      | 6     | 3       | 3       | 0         | 9     | 1         | 9.000 | 148   | 89        | 1.662 |
| 2   | Italien   | 5     | 3       | 2       | 1         | 6     | 3         | 2.000 | 117   | 87        | 1.344 |
| 3   | Bulgarien | 4     | 3       | 1       | 2         | 4     | 6         | 0.666 | 110   | 126       | 0.873 |
| 4   | USA       | 3     | 3       | 0       | 3         | 0     | 9         | 0.000 | 62    | 135       | 0.459 |

### Grupp C -Matsumoto

#### Resultat
| Datum    | Mellan                              | Resultat | Set  | Set   | Set   | Set  | Set   | Poäng totalt | Speltid | Åskådare |
| Datum    | Mellan                              | Resultat | 1    | 2     | 3     | 4    | 5     | Poäng totalt | Speltid | Åskådare |
| -------- | ----------------------------------- | -------- | ---- | ----- | ----- | ---- | ----- | ------------ | ------- | -------- |
| 03-11-98 | Tyskland - Dominikanska republiken  | 2 - 3    | 1:15 | 15:11 | 15:6  | 7:15 | 15:17 | 62 - 55      | -       | -        |
| 03-11-98 | Ryssland - Brasilien                | 3 - 0    | 15:7 | 15:6  | 15:11 |      |       | 45 - 24      | -       | -        |
| 04-11-98 | Brasilien - Dominikanska republiken | 3 - 0    | 15:1 | 15:4  | 15:4  |      |       | 45 - 9       | -       | -        |
| 04-11-98 | Ryssland - Tyskland                 | 3 - 0    | 15:8 | 15:4  | 15:6  |      |       | 45 - 18      | -       | -        |
| 05-11-98 | Ryssland - Dominikanska republiken  | 3 - 0    | 15:3 | 15:8  | 15:1  |      |       | 45 - 12      | -       | -        |
| 06-11-98 | Brasilien - Tyskland                | 3 - 0    | 15:1 | 15:4  | 15:3  |      |       | 45 - 8       | -       | -        |

#### Sluttabell
| Pos | Land                    | Poäng | Matcher | Matcher | Matcher   | Set   | Set       | Kvot  | Poäng | Poäng     | Kvot  |
| Pos | Land                    | Poäng | Spelade | Vunna   | Förlorade | Vunna | Förlorade | Kvot  | Vunna | Förlorade | Kvot  |
| --- | ----------------------- | ----- | ------- | ------- | --------- | ----- | --------- | ----- | ----- | --------- | ----- |
| 1   | Ryssland                | 6     | 3       | 3       | 0         | 9     | 0         | MAX   | 135   | 54        | 2.500 |
| 2   | Brasilien               | 5     | 3       | 2       | 1         | 6     | 3         | 2.000 | 114   | 62        | 1.838 |
| 3   | Dominikanska republiken | 4     | 3       | 1       | 2         | 3     | 8         | 0.375 | 76    | 152       | 0.500 |
| 4   | Tyskland                | 3     | 3       | 0       | 3         | 2     | 9         | 0.222 | 88    | 145       | 0.606 |

### Grupp D -Kagoshima

#### Resultat
| Datum    | Mellan              | Resultat | Set   | Set   | Set   | Set   | Set   | Poäng totalt | Speltid | Åskådare |
| Datum    | Mellan              | Resultat | 1     | 2     | 3     | 4     | 5     | Poäng totalt | Speltid | Åskådare |
| -------- | ------------------- | -------- | ----- | ----- | ----- | ----- | ----- | ------------ | ------- | -------- |
| 03-11-98 | Sydkorea - Kroatien | 3 - 2    | 15:12 | 9:15  | 15:12 | 7:15  | 15:11 | 61 - 65      | -       | -        |
| 03-11-98 | Kina - Thailand     | 3 - 0    | 15:9  | 15:2  | 15:5  |       |       | 45 - 16      | -       | -        |
| 04-11-98 | Kina - Kroatien     | 3 - 2    | 9:15  | 15:5  | 15:4  | 12:15 | 15:11 | 66 - 50      | -       | -        |
| 04-11-98 | Sydkorea - Thailand | 3 - 0    | 15:0  | 15:11 | 15:10 |       |       | 45 - 21      | -       | -        |
| 05-11-98 | Kroatien - Thailand | 3 - 0    | 15:9  | 15:13 | 15:10 |       |       | 45 - 32      | -       | -        |
| 06-11-98 | Kina - Sydkorea     | 2 - 3    | 13:15 | 15:17 | 15:6  | 15:10 | 9:15  | 67 - 63      | -       | -        |

#### Sluttabell
| Pos | Land     | Poäng | Matcher | Matcher | Matcher   | Set   | Set       | Kvot  | Poäng | Poäng     | Kvot   |
| Pos | Land     | Poäng | Spelade | Vunna   | Förlorade | Vunna | Förlorade | Kvot  | Vunna | Förlorade | Kvot   |
| --- | -------- | ----- | ------- | ------- | --------- | ----- | --------- | ----- | ----- | --------- | ------ |
| 1   | Sydkorea | 6     | 3       | 3       | 0         | 9     | 4         | 2.250 | 169   | 153       | 1.104  |
| 2   | Kina     | 5     | 3       | 2       | 1         | 8     | 5         | 1.600 | 178   | 129       | 1.379  |
| 3   | Kroatien | 4     | 3       | 1       | 2         | 7     | 6         | 1.166 | 160   | 159       | 1.006  |
| 4   | Thailand | 3     | 3       | 0       | 3         | 0     | 9         | 0.00  | 69    | 135       | 0.5111 |

## Andra fasen

### Grupp E -Nagoya

#### Resultat
| Datum    | Mellan                                  | Resultat | Set   | Set   | Set   | Set  | Set   | Poäng totalt | Speltid | Åskådare |
| Datum    | Mellan                                  | Resultat | 1     | 2     | 3     | 4    | 5     | Poäng totalt | Speltid | Åskådare |
| -------- | --------------------------------------- | -------- | ----- | ----- | ----- | ---- | ----- | ------------ | ------- | -------- |
| 07-11-98 | Peru - Dominikanska republiken          | 3 - 2    | 9:15  | 15:12 | 15:13 | 8:15 | 15:11 | 62 - 66      | -       | -        |
| 07-11-98 | Brasilien - Nederländerna               | 3 - 0    | 15:5  | 15:7  | 15:3  |      |       | 45 - 15      | -       | -        |
| 07-11-98 | Ryssland - Japan                        | 3 - 1    | 16:18 | 15:7  | 15:5  | 15:8 |       | 61 - 37      | -       | -        |
| 08-11-98 | Nederländerna - Dominikanska republiken | 3 - 0    | 15:8  | 15:3  | 15:7  |      |       | 45 - 18      | -       | -        |
| 08-11-98 | Ryssland - Peru                         | 3 - 0    | 15:2  | 15:9  | 15:6  |      |       | 45 - 17      | -       | -        |
| 08-11-98 | Brasilien - Japan                       | 3 - 0    | 15:10 | 15:4  | 15:7  |      |       | 45 - 21      | -       | -        |
| 09-11-98 | Ryssland - Nederländerna                | 3 - 0    | 15:9  | 15:5  | 15:2  |      |       | 45 - 16      | -       | -        |
| 09-11-98 | Brasilien - Peru                        | 3 - 0    | 15:5  | 15:5  | 15:7  |      |       | 45 - 17      | -       | -        |
| 09-11-98 | Japan - Dominikanska republiken         | 3 - 0    | 15:1  | 15:13 | 15:0  |      |       | 45 - 14      | -       | -        |

#### Sluttabell
| Pos | Land                    | Poäng | Matcher | Matcher | Matcher   | Set   | Set       | Kvot   | Poäng | Poäng     | Kvot  |
| Pos | Land                    | Poäng | Spelade | Vunna   | Förlorade | Vunna | Förlorade | Kvot   | Vunna | Förlorade | Kvot  |
| --- | ----------------------- | ----- | ------- | ------- | --------- | ----- | --------- | ------ | ----- | --------- | ----- |
| 1   | Ryssland                | 10    | 5       | 5       | 0         | 15    | 1         | 15.000 | 151   | 70        | 2.157 |
| 2   | Brasilien               | 9     | 5       | 4       | 1         | 12    | 3         | 4.000  | 135   | 53        | 2.888 |
| 3   | Japan                   | 8     | 5       | 3       | 2         | 10    | 6         | 1.666  | 103   | 120       | 0.858 |
| 4   | Nederländerna           | 7     | 5       | 2       | 3         | 6     | 9         | 0.666  | 76    | 108       | 0.703 |
| 5   | Peru                    | 6     | 5       | 1       | 4         | 3     | 14        | 0.214  | 96    | 156       | 0.615 |
| 6   | Dominikanska republiken | 5     | 5       | 0       | 5         | 2     | 15        | 0.133  | 98    | 152       | 0.644 |

      Kvalificerade för finalspel.
      Kvalificerade för spel om 5-8:e plats.

### Grupp F -Fukuoka

#### Resultat
| Datum    | Mellan               | Resultat | Set   | Set   | Set   | Set   | Set   | Poäng totalt | Speltid | Åskådare |
| Datum    | Mellan               | Resultat | 1     | 2     | 3     | 4     | 5     | Poäng totalt | Speltid | Åskådare |
| -------- | -------------------- | -------- | ----- | ----- | ----- | ----- | ----- | ------------ | ------- | -------- |
| 07-11-98 | Kina - Italien       | 3 - 0    | 15:3  | 15:8  | 15:5  |       |       | 45 - 16      | -       | -        |
| 07-11-98 | Kuba - Sydkorea      | 3 - 0    | 15:8  | 15:2  | 15:5  |       |       | 45 - 15      | -       | -        |
| 07-11-98 | Kroatien - Bulgarien | 3 - 1    | 15:9  | 16:14 | 11:15 | 17:15 |       | 59 - 53      | -       | -        |
| 08-11-98 | Kuba - Kina          | 3 - 0    | 15:6  | 15:8  | 15:11 |       |       | 45 - 25      | -       | -        |
| 08-11-98 | Kroatien - Italien   | 3 - 2    | 10:15 | 15:13 | 8:15  | 15:12 | 15:12 | 63 - 67      | -       | -        |
| 08-11-98 | Bulgarien - Sydkorea | 3 - 1    | 15:5  | 12:15 | 15:6  | 15:12 |       | 57 - 38      | -       | -        |
| 09-11-98 | Kuba - Kroatien      | 3 - 0    | 15:11 | 16:14 | 15:6  |       |       | 46 - 31      | -       | -        |
| 09-11-98 | Kina - Bulgarien     | 3 - 0    | 15:12 | 15:8  | 15:2  |       |       | 45 - 22      | -       | -        |
| 09-11-98 | Italien - Sydkorea   | 3 - 0    | 16:14 | 16:14 | 15:8  |       |       | 47 - 36      | -       | -        |

#### Sluttabell
| Pos | Land      | Poäng | Matcher | Matcher | Matcher   | Set   | Set       | Kvot   | Poäng | Poäng     | Kvot  |
| Pos | Land      | Poäng | Spelade | Vunna   | Förlorade | Vunna | Förlorade | Kvot   | Vunna | Förlorade | Kvot  |
| --- | --------- | ----- | ------- | ------- | --------- | ----- | --------- | ------ | ----- | --------- | ----- |
| 1   | Kuba      | 10    | 5       | 5       | 0         | 15    | 1         | 15.000 | 136   | 71        | 1.915 |
| 2   | Kina      | 9     | 5       | 4       | 1         | 11    | 8         | 1.375  | 115   | 83        | 1.385 |
| 3   | Italien   | 7     | 5       | 2       | 3         | 8     | 9         | 0.888  | 130   | 144       | 0.902 |
| 4   | Kroatien  | 7     | 5       | 2       | 3         | 10    | 12        | 0.833  | 153   | 166       | 0.921 |
| 5   | Sydkorea  | 7     | 5       | 2       | 3         | 7     | 13        | 0.538  | 89    | 149       | 0.597 |
| 6   | Bulgarien | 6     | 5       | 1       | 4         | 5     | 13        | 0.384  | 132   | 142       | 0.929 |

      Kvalificerade för finalspel.
      Kvalificerade för spel om 5-8:e plats.

## Slutspelsfasen -Osaka

### Finalspel
|  | Semifinaler | Semifinaler |      |      | Final               | Final               |  |
|  |             |             |      |      |                     |                     |  |
|  |             |             |      |      |                     |                     |  |
|  | Kina        | 3           |      |      |                     |                     |  |
|  | Kina        | 3           |      |      |                     |                     |  |
|  | Ryssland    | 0           |      |      |                     |                     |  |
|  | Ryssland    | 0           |      | Kina | 0                   |                     |  |
|  |             |             |      | Kina | 0                   |                     |  |
|  |             |             | Kuba | 3    |                     |                     |  |
|  | Kuba        | 3           | Kuba | 3    |                     |                     |  |
|  | Kuba        | 3           |      |      |                     |                     |  |
|  | Brasilien   | 1           |      |      | Match om tredjepris | Match om tredjepris |  |
|  | Brasilien   | 1           |      |      |                     |                     |  |
|  |             |             |      |      |                     |                     |  |
|  |             |             |      |      | Ryssland            | 3                   |  |
|  |             |             |      |      | Ryssland            | 3                   |  |
|  |             |             |      |      | Brasilien           | 1                   |  |
|  |             |             |      |      | Brasilien           | 1                   |  |
|  |             |             |      |      |                     |                     |  |
|  |             |             |      |      |                     |                     |  |
|  |             |             |      |      |                     |                     |  |

#### Resultat
| Datum    | Mellan               | Resultat | Set   | Set   | Set   | Set   | Set | Poäng totalt | Speltid | Åskådare |
| Datum    | Mellan               | Resultat | 1     | 2     | 3     | 4     | 5   | Poäng totalt | Speltid | Åskådare |
| -------- | -------------------- | -------- | ----- | ----- | ----- | ----- | --- | ------------ | ------- | -------- |
| 11-11-98 | Kina - Ryssland      | 3 - 0    | 15:4  | 15:4  | 15:9  |       |     | 45 - 17      | -       | -        |
| 11-11-98 | Kuba - Brasilien     | 3 - 1    | 15:10 | 4:15  | 15:11 | 15:10 |     | 49 - 46      | -       | -        |
| 12-11-98 | Ryssland - Brasilien | 3 - 1    | 13:15 | 15:5  | 15:11 | 15:13 |     | 58 - 44      | -       | -        |
| 12-11-98 | Kuba - Kina          | 3 - 0    | 15:4  | 16:14 | 15:12 |       |     | 46 - 30      | -       | -        |

### Spel om 5-8:e plats
|  | Matcher om 5-8:e plats | Matcher om 5-8:e plats |          |         | Match om 5:e plats | Match om 5:e plats |  |
|  |                        |                        |          |         |                    |                    |  |
|  |                        |                        |          |         |                    |                    |  |
|  | Italien                | 3                      |          |         |                    |                    |  |
|  | Italien                | 3                      |          |         |                    |                    |  |
|  | Nederländerna          | 0                      |          |         |                    |                    |  |
|  | Nederländerna          | 0                      |          | Italien | 3                  |                    |  |
|  |                        |                        |          | Italien | 3                  |                    |  |
|  |                        |                        | Kroatien | 0       |                    |                    |  |
|  | Kroatien               | 3                      | Kroatien | 0       |                    |                    |  |
|  | Kroatien               | 3                      |          |         |                    |                    |  |
|  | Japan                  | 0                      |          |         | Match om 5:e plats | Match om 5:e plats |  |
|  | Japan                  | 0                      |          |         |                    |                    |  |
|  |                        |                        |          |         |                    |                    |  |
|  |                        |                        |          |         | Nederländerna      | 3                  |  |
|  |                        |                        |          |         | Nederländerna      | 3                  |  |
|  |                        |                        |          |         | Japan              | 1                  |  |
|  |                        |                        |          |         | Japan              | 1                  |  |
|  |                        |                        |          |         |                    |                    |  |
|  |                        |                        |          |         |                    |                    |  |
|  |                        |                        |          |         |                    |                    |  |

#### Resultat
| Datum    | Mellan                  | Resultat | Set   | Set   | Set   | Set  | Set | Poäng totalt | Speltid | Åskådare |
| Datum    | Mellan                  | Resultat | 1     | 2     | 3     | 4    | 5   | Poäng totalt | Speltid | Åskådare |
| -------- | ----------------------- | -------- | ----- | ----- | ----- | ---- | --- | ------------ | ------- | -------- |
| 11-11-98 | Italien - Nederländerna | 3 - 0    | 15:7  | 15:4  | 16:14 |      |     | 46 - 25      | -       | -        |
| 11-11-98 | Kroatien - Japan        | 3 - 0    | 15:13 | 15:5  | 15:9  |      |     | 45 - 27      | -       | -        |
| 12-11-98 | Nederländerna - Japan   | 3 - 1    | 15:12 | 3:15  | 15:10 | 15:8 |     | 48 - 45      | -       | -        |
| 12-11-98 | Italien - Kroatien      | 3 - 0    | 15:7  | 15:10 | 15:8  |      |     | 45 - 25      | -       | -        |

## Podium

### Mästare
Kuba
(Tredje titeln)

Spelare: Yumilka Ruiz, Marlenis Costa, Mireya Luis, Lilian Izquierdo, Regla Bell, Indira Mestre, Regla Torres, Liana Mesa, Taismary Agüero, Ana Ivis Fernández, Mirka Francia, Martha Sanchez. Tränare: Antonio Perdomo.

### Tvåa
Spelare: Lai Yawen, Li Yan, Cui Yongmei, Zhu Yunying, Wu Yongmei, He Qi, Yin Yin, Li Yizhi, Wang Ziling, Sun Yue, Qiu Aihua, Wang Lina. Tränare: Lang Ping.

### Trea
Spelare: Irina Tebenichina, Natal'ja Morozova, Anastasija Belikova, Elena Plotnikova, Ljubov' Sokolova, Elena Godina, Natal'ja Safronova, Evgenija Artamonova, Elizaveta Tiščenko, Elena Vasilevskaja, Ol'ga Čukanova, Valentina Ogienko. Tränare: Nikolaj Karpol'.

## Slutplaceringar
| Placering | Lag                     |
| --------- | ----------------------- |
|           | Kuba                    |
|           | Kina                    |
|           | Ryssland                |
| 4         | Brasilien               |
| 5         | Italien                 |
| 6         | Kroatien                |
| 7         | Nederländerna           |
| 8         | Japan                   |
| 9         | Sydkorea                |
| 10        | Bulgarien               |
| 11        | Peru                    |
| 12        | Dominikanska republiken |
| 13        | Tyskland                |
| 14        | Kenya                   |
| 15        | Thailand                |
| 16        | USA                     |

## Individuella utmärkelser
| Utmärkelse              | Namn                | Lag           |
| ----------------------- | ------------------- | ------------- |
| Mest värdefulla spelare | Regla Torres        | Kuba          |
| Bästa poängvinnare      | Barbara Jelić       | Kroatien      |
| Bästa anfallare         | Ana Ivis Fernández  | Kuba          |
| Bästa blockare          | Regla Torres        | Kuba          |
| Bästa servare           | Elles Leferink      | Nederländerna |
| Bästa passare           | Maurizia Cacciatori | Italien       |
| Bästa mottagare         | Hiroko Tsukumo      | Japan         |
| Bästa tränare           | Antonio Perdomo     | Kuba          |
| Allenatore innovativo   | Nobuchika Kuzuw     | Japan         |